# メイナード・ジェームス・キーナン
メイナード・ジェームス・キーナン（Maynard James Keenan、1964年4月17日 - ）は、アメリカ合衆国のロックシンガー、作曲家、音楽プロデューサー、俳優、ワインメーカー。マルチプラティナムロックバンドの、トゥール、ア・パーフェクト・サークルのメンバーであり、サイドプロジェクトプシファーのメンバーである。また、アクシス・オブ・ジャスティスでボーカルを担当している。体重約150ポンド（約68kg）。ヒクソン・グレイシーに武術を師事し、ブラジリアン柔術のトレーニングを受けたことがある。

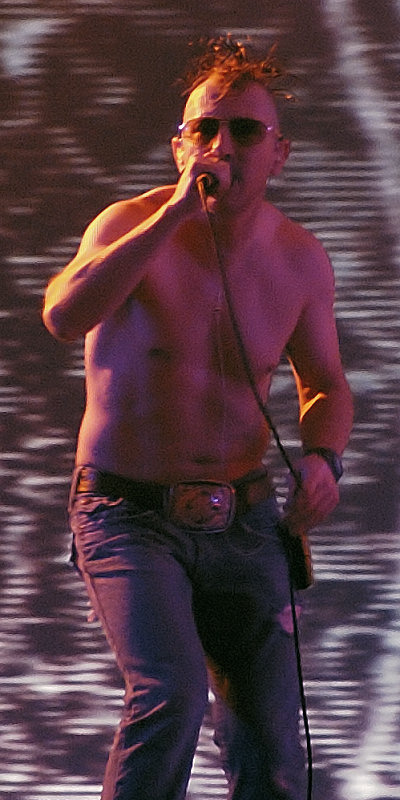
メイナード・ジェームス・キーナン

## 人物
- オハイオ州ラヴェンナ生まれ。本名ジェームス・ハルバート・キーナン(James Halvert Keenan)。
- レイジ・アゲインスト・ザ・マシーンのファーストアルバム収録の"Know Your Enemy"にゲストヴォーカルで参加している。また、同バンドのライブに数回ゲスト出演している。
- ライブ中、興奮した客がステージに上がってきたが、メイナードはおもむろに客を柔道でいう大腰で投げ、そのままバックマウントを取りスリーパーホールドをかけながら歌った。その間、音程も外さず息も切らすことなく平然と歌い切った。
- 若い頃、思いつきで陸軍に入隊したことがある。
- アメリカのケンブリッジのペットショップで働いた後に、ロサンゼルスのペットショップの店内のレイアウトなどの仕事をしていたが、すぐにクビになり、舞台のセットを作る仕事をしていた。
- 当時のアパートの部屋は動物園のようで、トカゲや鳥を飼っており、コオロギを餌として与えていた。
- ロサンゼルスでメイナードがカレッジ時代に作ったデモソングを歌っているのを、バンドを始めたがっていたアダムが聴いてバンドに誘った。
- ライブでは奇抜な衣装を身に纏い、奇天烈な動きを披露したりする。
- ボーカルとしてのスキルも高く、『Lateralus』の収録曲『The grudge』では約25秒にわたるシャウトをみせている。
- かなりのワイン好き。2004年にアメリカの専門雑誌からコレクターとして認定され、2006年にはオリジナル・ワインまで発売している。
- マイ箸、マイ判子を持っている。

- 別プロジェクトのア・パーフェクト・サークル (A Perfect Circle) やプシファー (Puscifer) でもボーカルをつとめている。
- 映画『アドレナリン:ハイ・ボルテージ』にカメオ出演している。